# Pogrom von 1096 in Speyer
Das Pogrom von 1096 in Speyer ereignete sich ab dem 3. Mai 1096, als die Massen des Volkskreuzzugs, einer ersten Welle des Ersten Kreuzzugs, die Stadt Speyer erreichten.

## Ausgangslage
Die Jüdische Gemeinde Speyer entstand 1084, als ein erheblicher Teil der Jüdischen Gemeinde Mainz nach Speyer floh, nachdem dort das jüdische Viertel abgebrannt war, die Gemeinde von Mainzer Mitbürgern bedroht worden und ein prominentes Mitglied der Jüdischen Gemeinde Worms dort einem Raubmord zum Opfer gefallen war. Rüdiger Huzmann, Bischof von Speyer, sah den Zuzug als willkommene Ergänzung seiner Stadtgründung.

Papst Urban II. hatte den Beginn des Kreuzzugs für den 15. August 1096 geplant. Menschen aus Westeuropa – vor allem aus verarmten Unterschichten – sahen das als Chance, eine Alternative aus ihrer hoffnungslosen Lebenssituation in einer seit 1090 anhaltenden Hungerperiode zu finden. Bereits im April 1096 bildete sich daraus ungeplant eine Massenbewegung, die eigenständig nach Jerusalem aufbrechen wollte, sich zunächst aber mordend und plündernd gegen die jüdischen Gemeinden im Rheintal, angrenzenden Gebieten und entlang der Donau wandte. 
Diese Massenbewegung umfasste mehrere 10.000 Menschen. Ein Teil davon zog, von Süden kommend, das Rheintal hinauf und erreichte so Speyer.
In den Städten des Rheintals gab es eine ganze Reihe jüdischer Gemeinden, so auch in Speyer. Die Einwohner jüdischen Glaubens standen unter dem Schutz des Königs, damals Heinrich IV., der damit örtlich den Bischof als Stadtherren beauftragt hatte.